# Netscape Composer
Netscape Composer是一個所見即所得的HTML編輯器，最初由網景通訊公司於1997年發佈，後來成為Netscape 6和Netscape 7網路套件的一部份。Composer可以查閱和更改HTML碼，並且在領航員中預覽修改結果、校正拼字和出版網頁，在網景通訊家族中文版中被翻譯為「設計師」。
網景最初將Composer開發做為網景通訊家族（Netscape 4）的一部份，但是該公司於1998年被美國線上買下，於是Composer開放原始碼並且交由Mozilla基金會作進一步的研發，Mozilla所進一步研發的部份被稱為Mozilla Composer，成為其網路套件Mozilla Application Suite的一部份。
最後一版的Netscape Composer配合Netscape 7.2上市。在Mozilla專注於研發獨立軟體的同時Composer未受到重視。後來2005年發行的Netscape 8和2007年發行的Netscape Navigator 9都是建構於Firefox的獨立瀏覽器，皆未包含Composer。 

## 相關文章
- Netscape 6
- Netscape 7
- Mozilla Application Suite
- SeaMonkey